# Оболевич, Тереза
Тере́за Семёновна Оболе́вич (род. 22 мая 1974, Видзы, Витебская область, БССР) — польский теолог, философ науки, член Центра междисциплинарных исследований им. Николая Коперника. Создатель и организатор ежегодной международной конференции «Краковские чтения», посвящённой вопросам истории русской религиозной философии.

## Образование
- Папская академия теологии, теологический факультет в г. Тарнув (Польша), MA, (1999—2003)
- Папская академия теологии, философский факультет в г. Краков (Польша), доктор философии (PhD) 

, (2002—2005)

## Научная деятельность
Окончила богословский факультет Папской Богословской академии и аспирантуру философского факультета этого же вуза, защитив диссертацию, посвященную сравнительному анализу философских взглядов Владимира Соловьёва и Семёна Франка. В 2012 году получила степень доктора гуманитарных наук и философии за исследование концепции символа Алексея Лосева.
- ассистент профессора на философском факультете Папского университета им. Иоанна Павла II, г. Краков (Польша) (2008—2012)
- главный редактор журнала «Logos i Ethos» (2008—2012)
- ассоциированный профессор на философском факультете Папского университета им. Иоанна Павла II, г. Краков (Польша) (2012—2018)
- ординарный профессор на философском факультете Папского университета им. Иоанна Павла II, г. Краков (Польша) (2018)

Автор ряда книг и более 300 статей по русской религиозной философии и проблеме взаимоотношений между наукой и религией. Книги изданы на польском, французском, русском и английском языках. Переводчик философской литературы на польский язык и с польского языка на русский язык. 

### Книги

#### Русскоязычные
- От имяславия к эстетике. Концепция символа Алексея Лосева. Историко-философское исследование. — М.: Изд-во ББИ, 2014. — 446 с.
- Семён Франк. Штрихи к портрету философа (Серия «Религиозные мыслители») — М. : Изд-во ББИ, 2017. — 202 с.
- Цыганков А.С. Немецкий период философской биографии С.Л. Франка (новые материалы) / А.С. Цыганков, Тереза Оболевич ; Рос. акад. наук, Ин-т философии. — М. : ИФ РАН, 2019. — 272 с.
- Цыганков А.С. Голландский эпизод в философской биографии С.Л. Франка (новые материалы) / А.С. Цыганков, Тереза Оболевич ; Рос. акад. наук, Ин-т философии. — М.: ИФРАН, 2020. — 336 с.
- Семён Франк, Лев Карсавин и евразийцы. — М. : Модест Колеров, 2020. (Исследования по истории русской мысли. Т. 24.) — 304 с.
- Мирра Лот-Бородина. Историк, литератор, философ, богослов / ред. Е. Твердислова. — СПб. : Нестор-История, 2020. — 352 с.
- «Свет во тьме» и «С нами Бог»: неизвестные книги С. Л. Франка / Г. Е. Аляев, Т. Оболевич, Т. Н. Резвых. — М. : Модест Колеров, 2021. — 528 с. (Исследования по истории русской мысли. Т. 29).
- С. Л. Франк о Ф. М. Достоевском: новые материалы / Г. Е. Аляев, Т. Оболевич, Т. Н. Резвых, А. С. Цыганков ; Рос. акад. наук, Ин-т философии. — М.: ИФРАН, 2021. — 368 с.
- Семен Франк в европейской и эмигрантской культуре : монография. Т. 3 / Т. Оболевич ; Зеленогурский университет. — Зелена Гура, 2023. — 529 с.
- «Очень интересуюсь Вашим мнением…»: переписка Н.А. Бердяева и прот. Г. Флоровского (1923–1935) / Публикация, составление, комментарии: Татьяна Резвых и Тереза Оболевич. — Глогув: Изд-во: THEOS-LOGOS, 2025. — 161 с. — ISBN 978-83-947280-7-6.
- «С польским вопросом мы, русские, вообще недостаточно знакомы…». Евгений Трубецкой и Мариан Здзеховский / Геннадий Аляев, Тереза Оболевич. — Зелёна-Гура: Университет Зелёногурский (Uniwersytet Zielonogórski), серия «Rosyjska myśl społeczna i filozoficzna: Twórczość epistolarna, dzienniki, wspomnienia», том 4, 2025.

#### Иноязычные
- Nauka w poszukiwaniu metafizyki. Aspekty poznania naukowego w teorii wiedzy integralnej Włodzimierza Sołowjowa. — Tarnow: Biblos, 2003.
- Problematyczny konkordyzm. Wiara i wiedza w myśli Włodzimierza S. Sołowjowa i Siemiona L. Franka. — Tarnow: Biblos, 2006.
- Od onomatodoksji do estetyki. Aleksego Łosiewa koncepcja symbolu. Studium historyczno-filozoficzne. — Krakow: Wydawnictwo WAM, 2011.
- Filozofia rosyjskiego renesansu patrystycznego: o. Gieorgij Fłorowski, Włodzimierz Łosski i inni. — Krakow: Copernicus Center Press, 2014.
- La philosophie religieuse russe. — Paris: Les éditions du Cerf, 2014.
- Wiedza a wiara w myśli patrystycznej. — Kraków: Copernicus Center Press, 2015 (e-book).
- Faith and Science in Russian Religious Thought. — Oxford, University press, 2019. — 240 p.
- Alexei Khomiakov: The Mystery of Sobornost’, Eugene, OR: Pickwick Publications 2019. Reprint: Cambridge: James Clarke Company, 2020. — (with Artur Mrówczyński-Van Allen and Paweł Rojek) — 260 p.
- Żyd, który przyjął chrześcijaństwo: Wokół fi lozofii Siemiona Franka Vol. 1. Zielona Góra: Oficyna Wydawnicza Uniwersytetu Zielonogórskiego, 2021.
- Eastern Christian Tradition in Modern Russian Thought and Beyond / Contemporary Russian Philosophy, Volume: 4, 2022 (e-book).
- Myrrha Lot-Borodine. The Woman Face Of Orthodox Theology. — IOTA, 2024.
- From Onomatodoxy to Aesthetics: Aleksei Losev’s Concept of Symbol / Contemporary Russian Philosophy, Volume: 7, 2025 (e-book).

### Редактура
- Вера и знание: взгляд с Востока / Под ред. Терезы Оболевич (Серия «Богословие и наука»). — М.: Изд-во ББИ, 2014. — 200 с.
- Evgenii Trubetskoi. Icon and Philosophy / Ed. by T. Obolevitch, R. A. Poole. Eugene, Oregon: Pickwick Publications, 2021.
- Великая дружба: Переписка Жакa и Раисы Маритен с Н.А. Бердяевым / Ред. и перевод: Т. Оболевич, Б. Маршадье // Rosyjska Myśl Społeczna i Filozoficzna. Tom 3. Зелена Гура: Oficyna Wydawnicza UZ, 2022. — 232 с.

### Переводы
- Вшолек С. Рациональность веры (пер. с польского). — М.: Изд-во ББИ, 2005. — 152 с.

## Рецензии
- Гаврилов И. Б., Филарет (Гавщук), иером. «Религия в основе своей есть опыт»: к характеристике духовного пути С. Л. Франка. Отзыв на книгу: Оболевич Т. Семен Франк. Штрихи к портрету философа.. — М.: Изд-во ББИ, 2017. 202 с. // Труды кафедры богословия Санкт-Петербургской Духовной Академии=2021. — Вып. 3 (11). — С. 155–165.